# Lincoln (kommunhuvudort i Argentina)
Lincoln är en kommunhuvudort i Argentina.   Den ligger i provinsen Buenos Aires, i den centrala delen av landet, 290 km väster om huvudstaden Buenos Aires. Lincoln ligger 76 meter över havet och antalet invånare är 41 808.
Terrängen runt Lincoln är mycket platt.
Trakten runt Lincoln består till största delen av jordbruksmark. Runt Lincoln är det mycket glesbefolkat, med 7 invånare per kvadratkilometer.